# Controlla
Controlla è un brano musicale del rapper canadese Drake, il quinto singolo estratto dal suo quarto album in studio Views. È stato pubblicato il 7 giugno 2016.

## Classifiche
| Classifica (2016) | Posizione massima |
| ----------------- | ----------------- |
| Australia         | 49                |
| Canada            | 27                |
| Francia           | 58                |
| Germania          | 83                |
| Irlanda           | 53                |
| Nuova Zelanda     | 27                |
| Paesi Bassi       | 30                |
| Portogallo        | 34                |
| Regno Unito       | 18                |
| Regno Unito (R&B) | 5                 |
| Stati Uniti       | 16                |
| Stati Uniti (R&B) | 5                 |
| Svezia            | 69                |
| Svizzera          | 37                |